# Gamasomorpha silvestris
Gamasomorpha silvestris là một loài nhện trong họ Oonopidae.
Loài này thuộc chi Gamasomorpha. Gamasomorpha silvestris được Eugène Simon miêu tả năm 1893.